# BMW Motorsport
BMW Motorsport – sekcja firmy BMW odpowiedzialna za sporty motorowe. BMW uczestniczyło w różnych obszarach sportów motorowych, wliczając w to wyścigi motocykli, samochodów turystycznych i sportowych, Formułę 1 i Formułę 2.

## Historia
Firma Bayerische Motoren Werke AG rozpoczęła budowanie własnych samochodów w latach 30. Model 328 przyczynił się do wzrostu reputacji firmy w obszarze sportowym, wliczając w to dobre występy w wyścigu 24h Le Mans (1939) oraz zwycięstwo w Mille Miglia (1940).

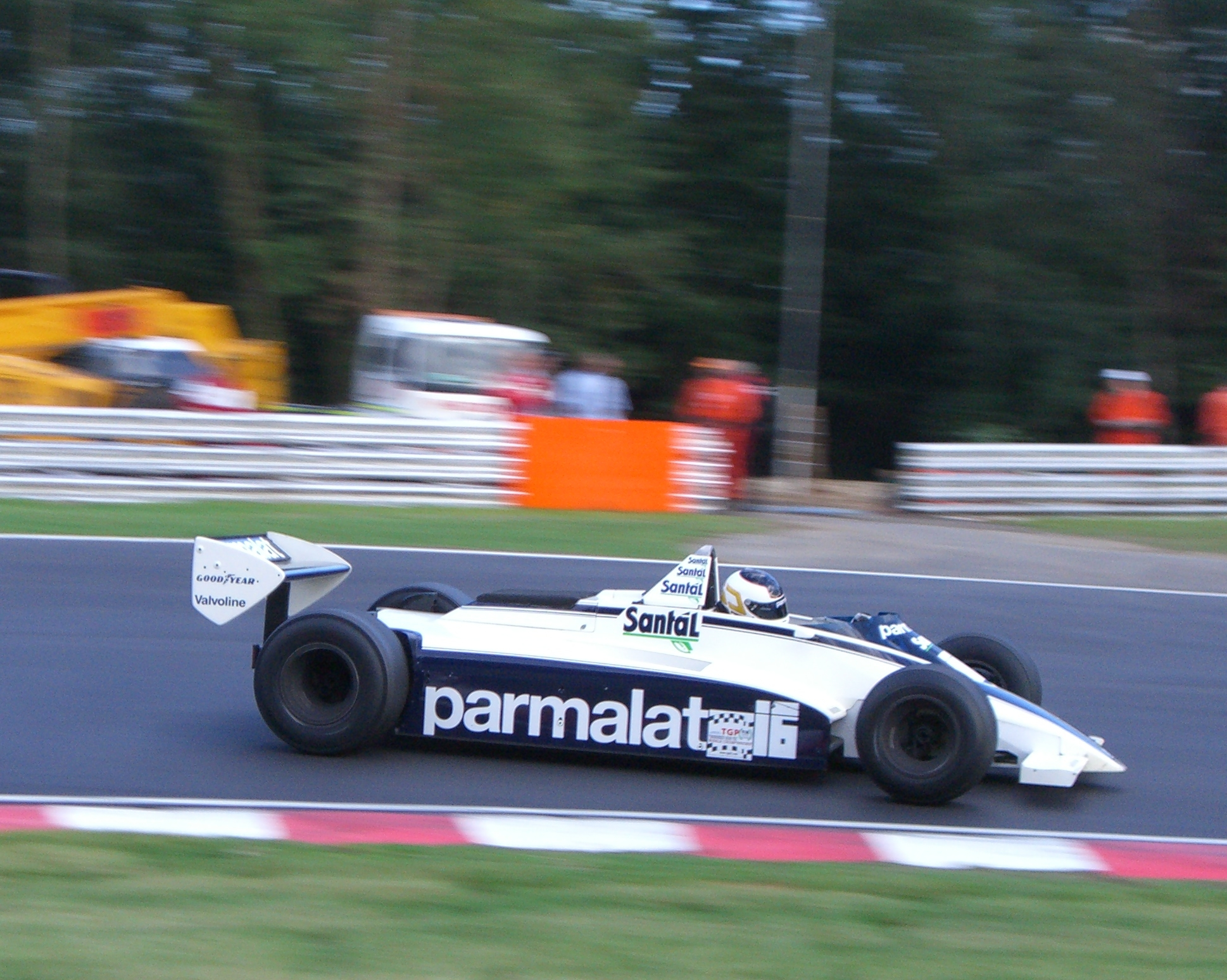
Brabham BT49-BMW

Po II wojnie światowej modele 328 były używane jako podstawa dla samochodów wyścigowych, znanych pod wspólną nazwą BMW Eigenbau. Pojazdy te odnosiły sukcesy w Formule 2 na przełomie lat 40. i 50., ścigając się do 1955 roku. Uczestniczyły także w Formule 1. Po wprowadzeniu „nowej” Formuły 2 BMW wycofało się z tej serii, angażując się w wyścigi samochodów turystycznych. W 1967 roku BMW wróciło do Formuły 2 stosującej silniki 1,6 litra, stosując jednostki napędowe Apfelbecka. Kierowcami byli Jo Siffert i Hubert Hahne. W 1967 roku BMW korzystało z samochodów Lola T100, a rok później – z Loli T102. W czerwcu 1969 roku BMW wprowadziło samochód projektu Lena Terry'ego, 269. Za kierownicą tego samochodu Gerhard Mitter zginął podczas Grand Prix Niemiec 1969. W 1970 roku Siffert, Hahne, Quester i Ickx zwyciężali za kierownicą 270 w Formule 2. Quester zakończył mistrzostwa na czwartym miejscu, a pod koniec roku wygrał w Makau. W 1971 BMW ograniczyło się do dostarczania silników Questerowi korzystającemu z Eifellanda Marcha. W 1973 roku koncern wrócił w pełnym wymiarze, dostarczając silniki fabrycznemu zespołowi Marcha z Jeanem-Pierre’em Beltoisem i Jeanem-Pierre’em Jarierem. Jarier zdobył tytuł, natomiast BMW uczestniczyło z sukcesami w Formule 2 do momentu jej rozwiązania w 1984 roku. W 1979 roku BMW powołało serię Procar, która istniała do 1980 roku. W tym okresie szef BMW, Jochen Neerpasch, bez powodzenia próbował przekonać zarząd firmy do zaangażowania się w Formułę 1, po czym opuścił koncern. Nowy szef, Dieter Stappert, zdołał nakłonić zarząd do zmiany zdania i BMW zdecydowało się dostarczać turbodoładowane jednostki Brabhamowi. Były one testowane od końca 1980 roku, a w Formule 1 zadebiutowały w sezonie 1982, odnosząc dziewięć zwycięstw i zapewniając Nelsonowi Piquetowi tytuł mistrza świata kierowców w 1983 roku. Pod koniec roku 1986 BMW ogłosiło wycofanie z Formuły 1, a prawa do silnika M12/13 nabyła firma Megatron.

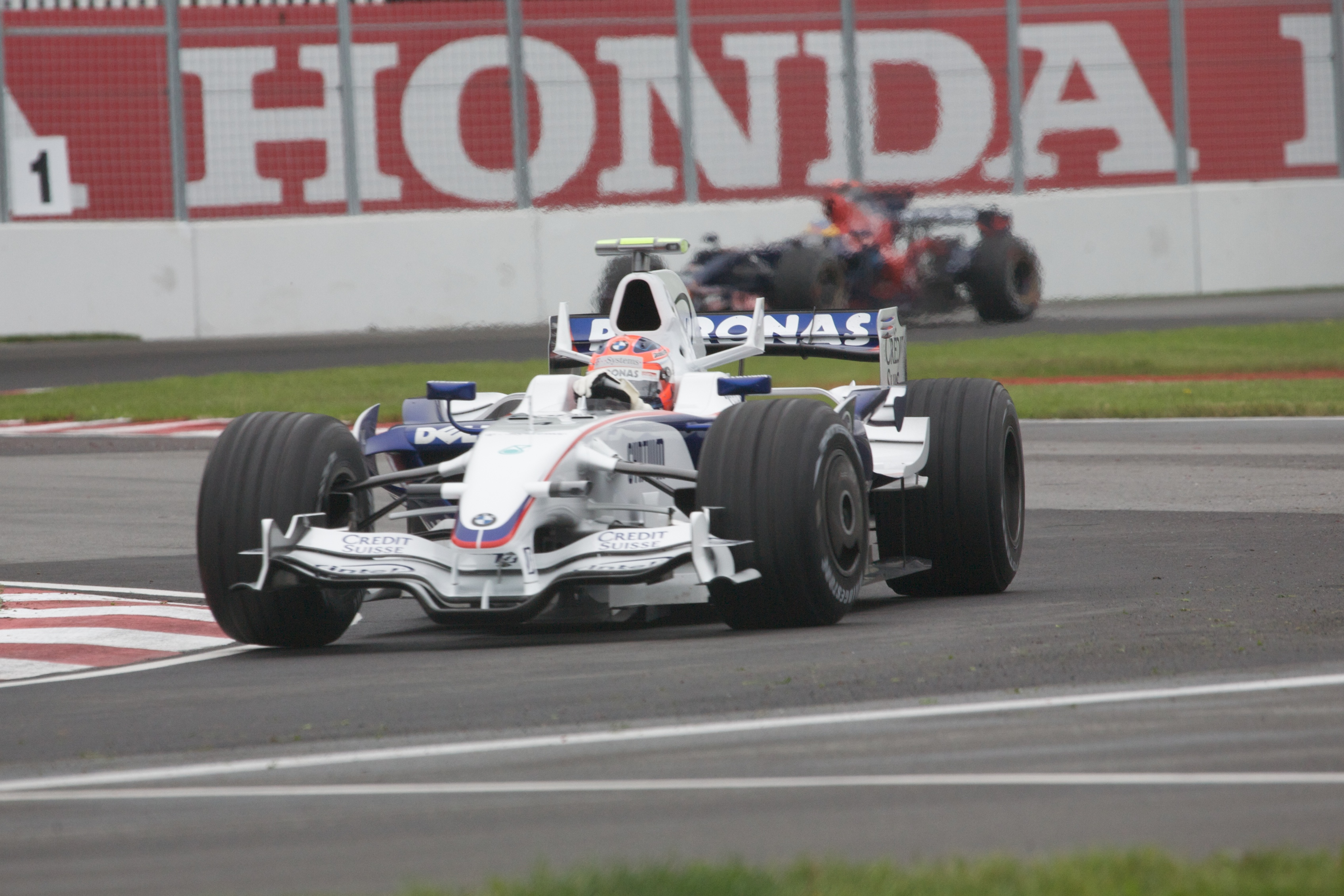
BMW Sauber F1.08

BMW Motorsport następnie skoncentrowało się na wyścigach samochodów turystycznych. W połowie lat 90. firma dostarczała silniki do programu GT McLarena. W 1997 roku BMW ogłosiło nawiązanie współpracy z Williamsem, przez co od sezonu 2000 zespół ten otrzymywał jednostki BMW, najmocniejsze silniki Formuły 1 w tamtym okresie. Williamsowi niewiele zabrakło do zdobycia tytułu w roku 2003, ale po tym okresie relacje między BMW i Williamsem stały się coraz bardziej napięte, i w połowie 2005 roku BMW wykupiło zespół Sauber, formując fabryczny zespół pod nazwą BMW Sauber. Uczestniczył on w Formule 1 od 2006 roku, a w 2008 roku za sprawą Roberta Kubicy zdołał wygrać jedyny wyścig. BMW odsprzedało udziały Sauberowi z końcem 2009 roku, ale mimo to zespół zachował na 2010 rok człon „BMW” w swojej nazwie.
Obecnie BMW uczestniczy w takich seriach, jak DTM, USCC i World Superbike.